# Strażnica WOP Krystynopol
Strażnica WOP Krystynopol – podstawowy pododdział graniczny Wojsk Ochrony Pogranicza pełniący służbę ochronną na granicy polsko-radzieckiej.

## Formowanie i zmiany organizacyjne
Strażnica została sformowana w 1945 w strukturze 33 komendy odcinka jako 151 strażnica WOP (Bełz) o stanie 56 żołnierzy. Kierownictwo strażnicy stanowili: komendant strażnicy, zastępca komendanta do spraw polityczno-wychowawczych i zastępca do spraw zwiadu. Strażnica składała się z dwóch drużyn strzeleckich, drużyny fizylierów, drużyny łączności i gospodarczej. Etat przewidywał także instruktora do tresury psów służbowych oraz instruktora sanitarnego.
W 1945 i na początku 1946 trzy strażnice 33 komendy odcinka pozostawały w Chełmie. Strażnica nr 151 od 27.01.1946 stacjonowała w Bełzie.
31 października 1946 151 strażnica WOP przeszła z m. Zaburze do m. Krystynopol. Na miejsce 151 strażnicy weszła 150 strażnica z Tudurkowic.
25 stycznia 1951 151 strażnica z m. Zawiesznia przeniesiona została do m. Nowy Dwór. W związku z tym w m. Konotopy została utworzona placówka.??
W 1951 została wytyczona nowa linia graniczna. Zaistniała potrzeba przeniesienia strażnic. Strażnica Krystynopol przedyslokowano do m. Dłużniów.

## Ochrona granicy
Strażnice sąsiednie
150 strażnica WOP Bełz ⇔ 152 strażnica WOP Żużel –1946